# 3D-Druck im Werkzeugbau

FFF Umformwerkzeug (Orange) zur Beschleunigung der Produktentwicklung von Blechbauteilen im Karosseriebau

3D-Druck im Werkzeugbau (seltener auch: Additive Tooling) beschreibt ein Anwendungsgebiet von additiven Fertigungsverfahren für die Herstellung von Werkzeugen, Werkzeugbestandteilen oder Produktionshilfsmitteln (z. B. Vorrichtungen und Schablonen) im Werkzeugbau oder Formenbau. Am Ende wird also ein additiv gefertigtes Formwerkzeug verwendet, um beispielsweise ein Bauteil zu formen oder zu gießen.

## Einführung
Beim 3D-Druck im Werkzeugbau orientiert man sich speziell an der fertigungsgerechten Auslegung der Werkzeuge und Produktionshilfsmittel.
Das Ziel ist die Fertigung von Bauteilen mit Endprodukt-Charakter. Die Umsetzung hängt davon ab, ob die der Konstruktion zugrunde liegenden mechanisch-technologischen Eigenschaften mit den verfügbaren Materialien und Prozessen erreicht werden können, die geforderten Genauigkeiten zu realisieren sind und ob ein wettbewerbsfähiger Preis dargestellt werden kann.
Mögliche Vorteile können danach reduzierte Bauteil- oder Werkzeugkosten, kürzere Durchlaufzeiten, ein hohes Automatisierungspotenzial sowie ein maximales Potenzial zur Erhöhung der geometrischen Komplexität sein.

### Prototypenwerkzeuge
Der 3D-Druck im Werkzeugbau bietet die Möglichkeit, im frühen Prototypenstadium die Endproduktqualität einzelner Bauteile, welche die Anforderungen an die Maßhaltigkeit und den vollen Funktionsumfang erfüllen, zu simulieren.
Durch die näherungsweise gegenüber den späteren Serienteilen identischen mechanischen und thermischen Eigenschaften können z. B. Leichtbaupotenziale bereits in einer frühen Phase bewertet werden. Eine geometrie- und lastoptimierte Konstruktion, die Material und Ressourcen schont, wird somit möglich. Im Vergleich zu herkömmlichen Herstellungsverfahren im Werkzeugbau, werden im 3D-Druck durch konsistent geringe Wandstärken der komplexen Werkzeugform nicht nur der Materialeinsatz, sondern auch der Aufwand manueller Arbeitsschritte reduziert.

### Serien- und Funktionswerkzeuge
Die technologische Reife, die bei einigen additiven Verfahren mittlerweile erreicht ist, führt die Additive Fertigung nun in Bereiche, in denen neben dem Prototypenbau mehr und mehr auch echte Funktionsteile in den Anwendungsfokus rücken. Vor diesem Hintergrund ist eine Neubewertung der Möglichkeiten und Grenzen der wichtigsten vorhandenen additiven Verfahren geboten.

## Begriffe
Die Herstellung direkt einsatzfähiger Werkzeuge mittels Additiver Fertigungsprozesse ist dem Rapid Manufacturing zuzuordnen. Sie wird teilweise Direct Tooling oder, um den generativen Charakter zu unterstreichen, Direct Rapid Tooling genannt.
Beim Rapid Tooling wird insbesondere die zeitliche Beschleunigung der Werkzeugherstellung fokussiert, unter anderem durch den Einsatz von additiven Fertigungsverfahren.

## Additive Fertigungsverfahren

### Fused Filament Fabrication (FFF)
Die Fused Filament Fabrication ist ein Verfahren, bei dem Thermoplaste über ihren Schmelzpunkt hinaus erhitzt und durch eine Düse schichtweise auf die Objektgeometrie aufgetragen werden. Vorteile der FFF sind, dass durch die Verwendung von Stützstrukturen sehr komplexe Geometrien geschaffen werden können, die auf herkömmliche Weise, z. B. durch Spritzgießen, nicht hergestellt werden können. Nachteilig sind eine geringere Oberflächenqualität und schlechtere mechanische Eigenschaften der Teile. FFF eignet sich aufgrund der geringen Investitions-, Prozess- und Materialkosten für die Herstellung von Umformwerkzeugen für Kleinserien und Ersatzteilanwendungen.

### Stereolithografie (SLA)
Ein UV-Laser schreibt die benötigten Schichtinformationen in einem Bad aus UV-härtenden Polymeren. Nachdem die Schicht ausgehärtet ist, senkt sich die Plattform, und der Vorgang wiederholt sich, bis das Bauteil fertig ist.

### Selective Laser Melting (SLM)
Schweißbare Metallpulver werden durch den Energieeintrag eines Lasers ortsaufgelöst verschmolzen. SLM bietet viele Vorteile gegenüber herkömmlichen Verfahren, z. B. die Möglichkeit, komplexe Geometrien mit inneren Hohlräumen oder Merkmalen ohne spezielle Formen oder Werkzeuge herzustellen. Und die Funktionsintegration ermöglicht beispielsweise die Schaffung konturnaher Kühlkanäle, die sich in dieser Form nicht auf herkömmliche Weise bohren lassen würden.

### Selektives Lasersintern (SLS)
Teilkristalline Thermoplaste werden in Pulverform durch den Energieeintrag eines Lasers ortsaufgelöst verschmolzen. Nach jeder hergestellten Schicht wird mit einer Walze eine neue Pulverschicht auf das Bett aufgetragen, und der Vorgang wiederholt sich, bis das Bauteil fertig ist. Selektives Lasersintern (SLS) ist eines der Verfahren, welches nach aktueller Einschätzung am ehesten in der Lage sein wird, kurz- und mittelfristig die Grenze zwischen Rapid Prototyping und Additive Manufacturing zu überwinden.

### Polyjet-Modeling (PJM)
PJM, ein weiteres weit verbreitetes Verfahren, setzt wie bei der Stereolithografie auf Fotopolymere und erreicht damit eine höhere Genauigkeit und größere Variabilität der Druckeigenschaften, was allerdings auch höhere Kosten verursacht. Es werden geschmolzene Wachse durch einen Druckkopf geführt (analog zum Tintenstrahldruck). Das flüssige Ausgangsmaterial wird vom Druckkopf entlang der Vorgaben mit mehreren Düsen in winzigen Tropfen auf eine bewegliche Druckplatte gejettet. Gleichzeitig wird das flüssige Fotopolymer innerhalb des Arbeitsschritts mithilfe von UV-Licht ausgehärtet.

### Digital Light Processing (DLP)
DLP ist eine 3D-Drucktechnologie für die schnelle Herstellung von Photopolymerteilen. Sie ist dem SLA-Verfahren sehr ähnlich. DLP-Drucker nutzen eine projizierende Lichtquelle, um die gesamte Schicht auf einmal auszuhärten. Der DLP-Druck kann für den Druck extrem komplizierter Kunststoffteile wie Spielzeug, Schmuckformen, Zahnformen, Figuren und andere Teile mit feinen Details verwendet werden. Da er die gesamte Schicht auf einmal aushärtet, ist er viel schneller als SLA.

## Anwendungsgebiete (Kunststoff)
Grundsätzlich ist zu unterscheiden zwischen der Herstellung von Prototypen- und Serienwerkzeugen. In der Serienproduktion sind additiv gefertigte Kunststoffwerkzeuge bisher aufgrund der Werkstoffeigenschaften noch nicht im Einsatz. Insbesondere sinnvoll ist der Einsatz des additiven Werkzeugbaus bei der Herstellung von Prototypen oder in der Kleinserienfertigung. Zudem birgt der additive Werkzeugbau hohe Potenziale zur nachhaltigeren und ressourcenschonenden Fertigung.
In folgenden Bereichen wird der additive Werkzeugbau zur Herstellung von Prototypenwerkzeugen, Modellen und Einzelstücken eingesetzt:
- Blechumformung (Tiefziehen, Prägen, Biegen, IHU)
- Spritzgießen
- Metallgießen
- Werkzeugvorrichtungen
- Montageschablonen

### Tiefziehen
Die Reduktion der Kosten von Umformwerkzeugen durch die Substitution von herkömmlicher Werkzeugwerkstoffe durch alternative Werkstoffe ist eine wichtige Forschungsgrundlage für den 3D-Druck im Werkzeugbau.
Kürzere Entwicklungszyklen erfordern frühe Prototypen und führen zu mehr Veränderungen. Derzeit gibt es kein wirtschaftliches Produktionsverfahren für originär tiefgezogene Blechteile in Serienqualität bei kleinen Stückzahlen.
Besonders in der Kleinserienfertigung und dem Prototypenbau finden heutzutage bereits Tiefziehwerkzeuge aus Kunststoff oder niedrigschmelzenden Legierungen Anwendung. Die Werkstoffe zeichnen sich durch eine einfache Bearbeitbarkeit und daraus resultierenden niedrigen Herstellkosten aus. Weiterhin ist im Vergleich zu konventionellen Serienwerkstoffen wie Werkzeugstahl eine schnellere Fertigung der Werkzeugkomponenten möglich. In der Regel werden Epoxidharze oder Polyurethane als Ausgangsmaterial genutzt, durch den Einsatz von Füllstoffen können die Materialeigenschaften zudem zusätzlich beeinflusst werden. Allerdings werden diese Werkzeuge in einem spanenden oder gießtechnischen Verfahren hergestellt. Insbesondere bei kleinen Stückzahlen ist die Herstellung der Werkzeuge aufwändig.
Durch die additive Fertigung zur direkten Herstellung der Umformwerkzeuge aus Kunststoff können aufwändige Zwischenschritte in der Werkzeugherstellung eingespart werden. Dadurch können der Zeitaufwand und die Fertigungskosten der Werkzeugherstellung weiter gesenkt werden. Zudem können durch die hohe Gestaltungsfreiheit der additiven Fertigung komplexe Geometrien schnell und einfach gefertigt werden, hierdurch werden viele Restriktionen der herkömmlichen Fertigung aufgehoben. Allerdings wurde in Versuchen auch ermittelt, dass Werkzeuge aus dem für technische Kunststoffe eher weichen 3D-Druckmaterial, einer elastischen und teilweisen plastischen Verformung unterliegen. Daher eignen sich additiv gefertigte Tiefziehwerkzeuge aus Kunststoff insbesondere für die Prototypen- und Kleinserienfertigung.

### Spritzgießen
Die Herstellung der Spritzgussformen mit polymerbasiertem additivem Werkzeugbau ist günstiger und schneller als der konventionelle Werkzeugbau. Dadurch können Spritzgussformen zu früheren Entwicklungsphasen hergestellt und validiert werden. Zudem können während der Fertigung bereits komplexe Geometrien wie beispielsweise Kühlkanäle oder auch andere Zusatzstoffe in das Werkzeug integriert werden. Wie bei der Herstellung von additiv gefertigten Tiefziehwerkzeugen ist auch bei den additiv gefertigten Kunststoff-Spritzgussformen ein schnellerer Verschleiß als bei herkömmlichen Spritzgussformen zu beobachten. Während der Abkühlung der additiv gefertigten Werkzeuge kommt es zudem zu leichten Schrumpfungserscheinungen, diese müssen ebenfalls bei der Auslegung der Werkzeuggeometrie berücksichtigt werden und in weiteren Forschungen genauer untersucht werden.

### Ausblick
Im Hinblick auf die Werkzeugherstellung sollten sich zukünftige Forschungen auf die Optimierung der Fertigungsparameter konzentrieren, um die Materialeffizienz und damit die Produktivität des generativen Prozesses zu erhöhen. Darüber hinaus sind detaillierte Kenntnisse über die Verformung der Werkzeuge während einer Kleinserienfertigung erforderlich, um die Abbildungsgenauigkeit über mehrere Produktionszyklen hinweg zu erhalten. Ein Ansatz besteht darin, die Effizienz der FEM-Simulation zu erhöhen. Insbesondere ist eine Verringerung der Rechenzeit erforderlich, um zuverlässigere Ergebnisse zu erzielen.

## Anwendungsgebiete (Metall)
Wesentlicher Grund für den Einsatz eines additiven Fertigungsverfahrens zur Herstellung eines Werkzeugs oder Werkzeugeinsatzes aus Metall ist die Möglichkeit, interne konturnahe Kühlkanäle in diese zu integrieren. Solche generativ gefertigten Werkzeuge oder Werkzeugeinsätze zeichnen sich durch verbesserte Kühlleistungen gegenüber Werkzeugen aus Vollmaterial aus.
Daraus resultieren reduzierte Zykluszeiten und verbesserte Bauteilqualität durch reduzierten thermischen Verzug.
Auch Kombinationen von konturnaher Kühlung und Temperierung in einem Werkzeug sind möglich: So werden bei Miele für die Fertigung von Staubsaugeroberteilen sowohl beheizte als auch gekühlte Zonen in das Werkzeug integriert. Das Medium soll als konturnahe Kühlung bei rund 15 °C wirken, während es bei den sichtbaren Oberflächen mit rund 50 °C für die Hochglanzoptik sorgt. Man spricht auch von einer „thermischen Differenzierung“ im Werkzeug.
Diese Wirkung kann auch noch gesteigert werden durch die Verwendung einer Parallelkühlung im Werkzeugeinsatz: Bei einer Parallelkühlung wird mehr Kühlmittel an die Kavität oder die Formteiloberfläche gebracht, als bei einer einfachen konturnahen Kühlung mit einem langen Kühlkanal. Bei einem langen Kühlkanal nimmt die Kühlleistung kontinuierlich mit der Strecke ab. Weiterhin wird bei der Parallelkühlung jede Kühlschleife mit frischem Kühlmedium versorgt, was eine gezieltere Kühlung zur Folge hat. Ergebnis ist daher eine dynamische und gleichmäßige Kühlung. Der gewünschte Effekt wird dadurch gesteigert – im Sinne der Teilequalität und der Zykluszeitreduktion.
Ein weiterer Grund für den Einsatz von 3D-Druck im Werkzeugbau ist die einfache Reproduzierbarkeit der Werkzeuge und die demzufolge verringerte Lagerhaltung derselben. Da die additive Fertigung wenig Zeit benötigt, ist es möglich, Werkzeuge schnell nach zu produzieren.
Heutzutage dient die additiven Fertigungsverfahren zur schnellen Herstellung von Kunststoffteilen im Spritzgießverfahren. Es werden im Gegensatz zur Massenproduktion, Spritzgusswerkzeuge aus Aluminum hergestellt und nicht aus Stahl. Diese sind bei gleichbleibender Qualität für Stückzahlen bis zu 100.000 Stk. geeignet. Dieses Verfahren findet seine Anwendung im Bereich Prototypen und Kleinserien.

### Temperiermedium
Dreh- und Angelpunkt ist ein sauberes Kühlmedium. Man spricht vom „geimpften Wasser“, wobei es sich um eine chemische Lösung handelt, die im geschlossenen System zirkuliert und frei von Partikeln, Schwebstoffen oder Verkeimung ist. Üblich ist oft ein Korrosionsinhibitor im pH-Bereich von 7,5 bis 10 (Ferrofos 8579 von Kurita). Die Dispergiermittelkomponente dieses Mediums verhindert Ablagerungen an den Rohrwandungen und bietet somit die Gewähr für die Ausbildung eines optimalen Korrosionsschutzfilmes. Diese Anforderung ergibt sich aus den Kühlkanälen. Sie sind bisweilen sehr gering im Querschnitt und es muss sichergestellt werden, dass die Kanäle sich nicht zusetzen.

### Optionen von konturnahen Temperierungen
- Basis: Temperaturmedium im geschlossenen System mit Korrosionsinhibitor
- Integration von Werkzeugeinsätzen mit konturnahen Temperierkanälen
- Optionale Wärmeabfuhr und -zufuhr
- Konturnahe Distanz zur Kavität bei ca. 2–3 mm
- Weniger Verzug, Einfallstellen und Ausschuss
- Zykluszeitreduktion von 10 bis 30 %